# Оябе (река)
Оябе-Гава или Оябе (яп. 小矢部川 оябэгава) — река в Японии на острове Хонсю. Протекает по территории префектур Тояма и Исикава.
Исток реки находится на юге города Нанто, под горой Даймондзан (высотой 1572 м), на границе между префектурами Тояма и Исикава, оттуда Оябе течёт на север. После она выходит на равнину, там в неё впадает река Ямада. Далее река течёт по территории городов Оябэ и Такаока, где в неё впадают реки Сибуэ (яп. 渋江), Конадэ (яп. 子撫川), Софу (яп. 祖父川) и Сэмбо (яп. 千保川). Оябэ пересекает конус выноса реки Сё (Сёкава) и впадает в бухту Тояма Японского моря.
Длина реки составляет 68 км, на территории её бассейна (667 км²) проживает около 300 000 человек. Оябе относительно пологая по сравнению с соседними — в верховьях её уклон составляет около 1/100, а на равнине — 1/1000. Согласно японской классификации, Оябе является рекой первого класса. Расход воды составляет 58,3 м³/с.
Температура воздуха в низовьях реки колеблется от 0°С зимой до 35°С летом. Зимой в этом регионе бывают обильные снегопады — около 3.200 мм/год в районе истока реки. Летом осадков меньше, но ежедневная норма может доходить до 80 мм. Температура речной воды достигает 30°С летом и 5°С зимой.
Оябе протекает через рисоводческий регион, вода из ирригационных каналов попадает в реку через 63 её притока и несёт с собой большое количество мусора. В устье реки скапливается самое большое количества мусора на побережье бухты Тояма (до 2.5м³/100м²), 3/4 мусора составляет пластмассовые объекты. Решениями этой проблемы занимается Комитет бассейна Оябе.